# Coglès
Coglès is een plaats en voormalige gemeente in het Franse departement Ille-et-Vilaine (regio Bretagne). De plaats maakt deel uit van het arrondissement Fougères-Vitré. Coglès is op 1 januari 2017 gefuseerd met de gemeenten La Selle-en-Coglès en Montours tot de gemeente Les Portes du Coglais. 

## Geografie
De oppervlakte van Coglès bedraagt 17,4 km².
De onderstaande kaart toont de ligging van Coglès met de belangrijkste infrastructuur en aangrenzende gemeenten.

## Demografie
Onderstaande figuur toont het verloop van het inwonertal, bron: INSEE-tellingen. 